# کلیسای مریم مقدس (شارخاچ)
کلیسای مریم مقدس (ارمنی: Սուրբ Աստվածածին եկեղեցի) یک کلیسا متعلق به کلیسای حواری ارمنی واقع در شهر شارخاچ، استان تاووش ارمنستان می‌باشد.  این بنا به سبک معماری ارمنی طراحی شده است.